# Chindongo saulosi
Chindongo saulosi (Syn.: Pseudotropheus saulosi) ist ein afrikanischer Buntbarsch, der endemisch im Malawisee vorkommt. Sein Fundort war „Taiwan Reef“ bei der Insel Chizumulu.
Die Art wurde 1989 durch Ad Konings beschrieben und der Gattung Pseudotropheus zugeordnet. Im Jahr 2016 wurde sie zusammen mit anderen Buntbarschen aus der ehemaligen Pseudotropheus elongatus-Artengruppe in die neu eingeführte Gattung Chindongo gestellt.
Mit einer Länge von 7 bis 8,6 Zentimetern gehört er zu den kleineren Mbuna-Arten. Die Männchen sind schwarz-blau, Weibchen sind gelb-orange gefärbt. Während der Laichzeit können die Männchen einen intensiv schwarz gefärbten Bauch bekommen, die schwarze Querbänderung wird durch ein kräftiges Blau ersetzt. Jungtiere zeigen das Farbenkleid der Weibchen.
Chindongo saulosi lebt in den oberen Bereichen felsiger Uferzonen mit starker Brandung. Wie andere Chindongo-Arten ernährt sich die Art vor allem von mikroskopisch kleinen Organismen (z. B. Diatomeen und Cyanobakterien) die sie aus dem Algenbewuchs der Felsen kämmen. Wie fast alle Buntbarsche des Malawisees ist Chindongo saulosi ein  Maulbrüter, die Männchen sind revierbildend. Chindongo saulosi laicht zwischen Felsen. Pro Brut schlüpfen etwa 30 Jungfische, die bei der Entlassung aus dem Maul des Weibchens etwa 10 mm lang sind.